# Calydus
Calydus là một chi bọ cánh cứng trong họ Meloidae.
Chi này được miêu tả khoa học năm 1896 bởi Reitter.

## Các loài
Các loài trong chi này gồm:
- Calydus ater Kaszab, 1960
- Calydus escherichi Reitter, 1898
- Calydus ornaticollis (Escherich, 1896)
- Calydus pulcher (Reitter, 1889)
- Calydus semenovi (Escherich, 1896)
- Calydus syriacus Kaszab, 1960